# José Luis Romero
José Luis Romero Robledo (* 5. Januar 1945 in Madrid) ist ein ehemaliger spanischer Fußballspieler und -trainer.

## Karriere
Bevor Romero am 9. Oktober 1966 für CE Sabadell beim 1:6 gegen den FC Valencia sein Erstligadebüt gab, spielte er für CP Villarrobledo. 1966 wechselte er von CD Sabadell zum Tercera-División-Klub Deportivo Xerez, mit dem er 1967 in die Segunda División aufstieg. Ab 1968 spielte er wieder für CE Sabadell, die in der Saison 1968/69 ihre beste Saison überhaupt spielten: sie wurden Vierter in der ersten spanischen Liga und qualifizierten sich damit für den Messestädte-Pokal. 1970 unterzeichnete er beim FC Barcelona einen Vertrag. Romero gewann in seiner einzigen Saison 1970/71 beim FC Barcelona als Spieler die Copa de S.E. El Generalísimo und den Messepokal 1971. In der darauffolgenden Saison spielte er wieder für CE Sabadell. Von 1972 bis 1975 war er bei Espanyol Barcelona und von 1975 bis 1976 beim FC Burgos aktiv.
Seine erste Trainerstation war in der Saison 1979 FC Barcelona B. Von 1980 an trainierte er für ein Jahr CE Sabadell. Im März 1983 übernahm er für ein Spiel, beim 1:1 gegen UD Salamanca, das Traineramt beim FC Barcelona, nachdem Udo Lattek entlassen wurde. Später coachte er noch weitere Erstligaklubs wie Real Oviedo, CD Logroñés, Atlético Madrid, CE Sabadell, Betis Sevilla und FC Cádiz. Mit den letztgenannten beiden Klubs stieg er 1991 bzw. 1993 aus der ersten spanischen Liga ab.

## Erfolge
Spieler:
- Copa de S.E. El Generalísimo: 1971
- Messepokal: 1971